# Монетный двор (Херсонес)
Монетный двор — условное название сооружения в древнегреческом городе Херсонес Таврический, в одном из подвальных помещений которого было найдено 43 заготовки для чеканки бронзовых монет. Монетный двор датируется IV—III веками до н. э. и был раскопан в 1904 году.

## Архитектура двора
Стены Монетного двора в Херсонесе были составлены из огромных каменных блоков — квадров, которые соединялись без раствора, только за счёт собственного веса, и так плотно, что между ними невозможно просунуть лезвие ножа. Подвалы здания монетного двора огромные: участок, открытый для туристов, составляет лишь малую долю этих подземелий, которые были раскопаны и снова засыпаны ещё в XIX веке.
Сейчас видно четыре помещения подвального этажа, соединённые между собой длинным коридором. Из него наверх вели две каменные лестницы, одна из которых выходила во двор, другая — в одно из помещений на первом этаже. На месте монетного двора, который сгорел во время пожара, впоследствии была сооружена большая жилая усадьба.

## Монетное дело в Херсонесе
Чеканка монет в Херсонесе началось еще в 390—380 гг. до н. э. выпуском первой серии, состоявшей из серебряных и медных монет. На их аверсе изображена голова покровительницы города богини Девы в кекрифале (разновидность головного убора), а на реверсе — рыба и палка. Первая серия монет была серебряной (тетробол, диобол, гемиобол) и медных (халк и лепта) номиналов. На херсонесских монетах изображали также Артемиду Партенос, Геракла, Херсонаса (сакральное олицетворение всей городской общины Херсонеса), квадриги, воинов и другие, до сих пор не расшифрованные символы. Собственные монеты херсонеситы чеканили сначала по персидской весовой системе.
В 300—280 гг. до н. э. на херсонесском монетном дворе началась чеканка полноценных серебряных номиналов — тетрадрахм (ок. 13,7 г) и дидрахм (ок. 6,6 г), при чеканке которых соблюдались нормы хиосской монетной системы.
Для херсонесской монетной системы типичным было сочетание двух монетно-весовых систем — хиосской (родосской) и персидской.
Около 100-90 гг. до н. э. была прекращена чеканка серебряных монет. Последняя серия драхм с изображением головы Девы на аверсе и её же фигуры, которая целится в лань, — на реверсе, подобная тогдашним монетам Боспорского царства. В дальнейшем монеты в Херсонесе чеканились преимущественно из неблагородных металлов, главным образом — из меди, но иногда встречались монеты из золота.
Новый этап развития монетной чеканки Херсонеса приходится на период римско-боспорскую войну 45 г. н. э. На херсонесских монетах стали чеканить изображение богини победы — Ники. В то же время (47 и 49 гг.) было выпущено небольшое количество золотых статеров с головой божества Херсонас и змеей на аверсе, а также фигурой лани на реверсе.
Во времена императора Клавдия (41-54 гг.) основным достоинством были ассарии. На них чеканили год эмиссии по херсонесскому летоисчислению (первый год херсонесской эры приходился на 24 г. до н. э.). Во времена Нерона и Веспасиана монетное дело Херсонеса несколько пришло в упадок и возродилось во времена императора Тита (79-81 гг). Тогда снова стали чеканить датированные золотые статеры и медные тетрассарии.
Домициан, брат и преемник Тита, продолжал монетарную политику своего предшественника: выпускались те же монетные номиналы, с таким же внешним видом. Во времена короткого правления Нервы (96-98 гг) в монетном деле Херсонеса не произошло больших изменений, так же и при Траяне состоялась эмиссия лишь небольшого количества тетрассариев и статеров (ок. 107 г.). При Адриане в Херсонесе чеканили только золотой статер (ок. 134 г.).
Около 145 года правители Боспора и император Антонин Пий предоставили Херсонесу право свободного города (этот статус город сохранил до 268 года). Это время принято называть периодом «второй элевтерии». Монеты Херсонеса в это время — четыре медных номинала: тетрассарий (аверс — голова божества Херсонас, реверс — богиня Дева и лань), трессис (аверс — Асклепий, реверс — Гигея), дупондий (богиня Дева и лань, реверс — бык) и ассарий (аверс — богиня Дева или Херсонас, реверс — богиня Нике или Херсонас). Больше всего было отчеканено тетрассариев, которые выпускались на протяжении всего периода «второй элевтерии».
Так называемый фемный период истории Херсонеса является последним этапом монетной чеканки эпохи средневековья. Фемы — военно-административные области во главе со стратегом, который назначался императором. Типичным для этого периода монетного дела Херсонеса является изготовление монетных кружков техникой литья.
Конец X — начало XI веков был отмечен бурными военно-политическими событиями в Херсонесе, что сказалось на монетном деле города — в 1034—1067 годах Херсонес был лишён права монетной регалии, и лишь во времена Алексея I Комнина (1081—1118 гг.) здесь в городе изготовлено довольно много литых медных монет с монограммой «ро». Эти монеты были последней эмиссией Херсонеса.